# Трибано
Трибано (итал. Tribano) — коммуна в Италии, располагается в провинции Падуя области Венеция.
Население составляет 3951 человек, плотность населения составляет 208 чел./км². Занимает площадь 19 км². Почтовый индекс — 35020. Телефонный код — 049.
Покровителем коммуны почитается святитель Мартин Турский, празднование 11 ноября.